# Opilio insulae
Opilio insulae is een hooiwagen uit de familie echte hooiwagens (Phalangiidae).